# Monte Yunaska
Il Monte Yunaska è un antico stratovulcano estinto posto nella parte occidentale dell'omonima isola, nelle Aleutine.
Il rilievo vulcanico si compone di diverse cime, profondamente erose, corrispondenti a vari punti eruttivi e uno di questi ultimi ospita un piccolo lago craterico.